# اقاله
اقاله یا تفاسخ اصطلاحی حقوقی است بر توافق دو طرف یک قرارداد، به منظور برهم‌زدن و از میان بردن آثار آن قرارداد در آینده و معنای لغوی آن رهایی می باشد.  در واقع اقاله خود نیز نوعی عقد است و یکی از سه سبب اصلی انحلال قرارداد در کنار خیارات و انفساخ (انحلال قهری قرارداد) است. 
اقاله، فسخ و انفساخ هر سه به معنای پایان قرارداد هستند، اما تفاوت‌هایی دارند.
اقاله به توافق طرفین برای لغو یک قرارداد اشاره دارد و نیاز به موافقت دوطرف دارد.
فسخ به لغو یک‌طرفه قرارداد به دلیل نقایص یا شرایط خاص مانند عدم انجام تعهدات تعلق دارد.
انفساخ نیز به معنای بطلان خودبه‌خودی قرارداد است، که معمولاً به دلیل عدم وجود شرایط لازم برای اعتبار قرارداد (مثل غیرقانونی بودن یا عدم اهلیت طرفین) اتفاق می‌افتد.

در قانون مدنی به‌طور صریح از اقاله تعریفی به عمل نیامده است ولی طبق ماده ۲۸۳ق. م بعد از معامله طرفین می‌توانند به تراضی آن را اقاله و تفاسخ کنند.
نام دیگر اقاله همان تفاسخ می‌باشد.
طبق ماده ۲۶۴ ق.م اقاله یکی از اسباب سقوط تعهد است.
قانون دربارهٔ به ارث رسیدن اقاله مسکوت مانده‌است ولی طبق نظر اکثر
حقوق دانان اقاله به ارث نمی‌رسد.
اگر بخواهیم اقاله را به صورت خلاصه تعریف کنیم:
اقاله همان تراضی طرفینی است که عقد را انشاء کرده‌اند این بار برای انحلال همان عقد.
اقاله فقط در عقود لازم وجود دارد.
عقد نکاح، ضمان و وقف را نمی‌توان اقاله کرد.
نکاح را به دلیل نظم عمومی جامعه، ضمان را به علت منافع شخص ثالث و وقف را به دلیل نفع اشخاص ثالث و همین‌طور نظم عمومی جامعه.
اقاله را نمی‌توان اقاله کرد.
در اقاله طرفین حق ندارند  مقدار معاوضه را کم یا زیاد کنند بجز در مواردی که مال قیمی است و همین‌طور وقتی بر اثر عمل شخص قیمت موضوع معامله افزایش پیدا می‌کند.
ر.ک. ماده ۲۸۸ ق.م
به نظر اکثر حقوق دانان گذاشتن شرط برای اقاله اشکالی ندارد.
طبق ماده ۲۸۶ ق.م اگر مورد معامله تلف شود (یا به شخص ثالث منتقل شود که در حکم تلف است) مانع اقاله نیست و می‌توان به جای چیزی که تلف شده مثل یا قیمت آن را قرار داد.
اقاله اثر قهقرایی ندارد، یعنی نسبت به قبل از اقاله، آثار معامله باقی خواهد ماند